# Bruce (Wisconsin)
Bruce è un comune degli Stati Uniti, situato in Wisconsin, nella Contea di Rusk.